# 自轉突變
自轉突變（英語：Glitch）是脈衝星的自轉頻率突然增加（大約106分之一）的現象，而由於輻射和高能粒子的發射，通常是會穩定的下降。它們是否與所有脈衝星表現出的正時雜訊有關尚不得而知。在突變之後是逐漸恢復的時期，觀察到週期緩慢地接近未突變之前觀測到的週期。這些逐步恢復期從持續幾天到幾年不等。目前，只有對蟹狀星雲和船帆座的脈衝星進行了廣泛的觀察和研究。

## 原因
雖然自轉突變的原因尚不清楚，但認為是由脈衝星內部的過程引起。這與由外部過程引起的恆星旋轉頻率穩定下降不同。雖然自轉突變的細節還不知道，但被認為脈衝星自轉頻率的增加是由脈衝星快速旋轉的超流體核心與地殼的短暫耦合引起的，而通常他們是分離的。這短暫的耦合將角動量從從核心轉移到表面，導致測量到的周期縮短（頻率增加）。一般認為耦合可能是由於脈衝星的磁偶極子斷裂引起的，該偶極子會對地殼施加扭矩，導致朗個部分之間的短暫耦合。

## 推斷
假設上述機制是正確的，觀測到的脈衝星自轉突變對被觀測的脈衝星慣性矩設定了限制，因此在緻密的核物質中，質量半徑關係是可能的。從線性擬合推斷為船帆座和蟹狀星雲脈衝星中觀察到的自轉突變所隱含的角動量轉移，大約可以在質量半徑關係上設置所謂的"因果關係限制"：
{\displaystyle R\geq 2.9{\frac {GM}{c^{2}}}}。

## 另外參看
- 中国科学家领衔发现脉冲星自转状态突变导致星风云亮度变化, CCTV.com (来源：中国新闻网) 2019年8月27日 （页面存档备份，存于）